# Khanna
Khanna (pendżabski: ਖੰਨਾ, trb.: Khanna, trl: Khannā, w dosłownym tłumaczeniu nazwa miejscowości znaczy ćwiartka) – miasto w stanie Pendżab, w północnych Indiach, w dystrykcie Ludhiana. W mieście znajduje się targ zbożowy uważany za największy w Azji. Miasto liczy 103 059 mieszkańców (2011 r.).